# قائمة السنوات في العلوم
تستعرض المدخلات التالية المقالات المتعلقة بالعلوم أو التكنولوجيا التي حدثت عبر السنوات.

## لمحة تاريخية
تطور العلم وتفرع إلى تخصصات مختلفة بداية من القرن الرابع قبل الميلاد. ففي اليونان القديمة، أرسى فلاسفة مثل أرسطو وهيباتيا وأفلاطون أسس العلوم الطبيعية، بينما في العالم الإسلامي في العصور الوسطى، قدم علماء مثل الخوارزمي وابن الهيثم مساهمات مهمة في علوم الرياضيات والفلك والبصريات. وخلال الثورة العلمية في القرن السابع عشر، تحدى مفكرون مثل غاليليو غاليلي ويوهانس كيبلر النظريات السابقة السائدة حول الكون والطبيعة. ثُم طوّرت شخصيات مثل تشارلز داروين ولويس باستور خلال القرنين الثامن عشر والتاسع عشر علوم الأحياء والطب، كما ظهرت العلوم الأثرية أيضًا خلال هذه الفترة، وكانت هستر ستانهوب هي أول من طبّق المنهج الحديث في علم الآثار. وفي القرن العشرين، أحدثت فيزياء الكم ونظرية النسبية لأينشتاين ثورة في فهمنا للكون، بينما غيّرت التكنولوجيا الحيوية وعلوم الحاسوب كيفية استكشافنا وفهمنا للعالم. واليوم، يواصل العلم التقدم وتوسيع نطاقه، من دراسة أصول الكون إلى تطوير تقنيات جديدة لمواجهة تحديات تغير المناخ والصحة العالمية.

## القرن الأول
القرن الأول في العلوم

## القرن الثاني
القرن الثاني في العلوم

## القرن الثالث
القرن الثالث في العلوم

## القرن الرابع
القرن الرابع في العلوم

## القرن الخامس
القرن الخامس في العلوم

## القرن السادس
القرن السادس في العلوم

## القرن السابع
القرن السابع في العلوم

## القرن الثامن
القرن الثامن في العلوم

## القرن التاسع
القرن التاسع في العلوم

## القرن العاشر
القرن العاشر في العلوم

## القرن الحادي عشر
القرن الحادي عشر في العلوم

## القرن الثاني عشر
القرن الثاني عشر في العلوم

## القرن الثالث عشر
القرن الثالث عشر في العلوم

## القرن الرابع عشر
القرن الرابع عشر في العلوم

## القرن الخامس عشر
القرن الخامس عشر في العلوم

## القرن السادس عشر
عقد 1500: 1500 1501 1502 1503 1504 1505 1506 1507 1508 1509 

عقد 1510: 1510 1511 1512 1513 1514 1515 1516 1517 1518 1519 

عقد 1520: 1520 1521 1522 1523 1524 1525 1526 1527 1528 1529 

عقد 1530: 1530 1531 1532 1533 1534 1535 1536 1537 1538 1539 

عقد 1540: 1540 1541 1542 1543 1544 1545 1546 1547 1548 1549 

عقد 1550: 1550 1551 1552 1553 1554 1555 1556 1557 1558 1559 

عقد 1560: 1560 1561 1562 1563 1564 1565 1566 1567 1568 1569 

عقد 1570: 1570 1571 1572 1573 1574 1575 1576 1577 1578 1579 

عقد 1580: 1580 1581 1582 1583 1584 1585 1586 1587 1588 1589 

عقد 1590: 1590 1591 1592 1593 1594 1595 1596 1597 1598 1599

## القرن السابع عشر
عقد 1600: 1600 1601 1602 1603 1604 1605 1606 1607 1608 1609 

عقد 1610: 1610 1611 1612 1613 1614 1615 1616 1617 1616 1619 

عقد 1620: 1620 1621 1622 1623 1624 1625 1626 1627 1628 1629 

عقد 1630: 1630 1631 1632 1633 1634 1635 1636 1637 1638 1639 

عقد 1640: 1640 1641 1642 1643 1644 1645 1646 1647 1648 1649 

عقد 1650: 1650 1651 1652 1653 1654 1655 1656 1657 1658 1659 

عقد 1660: 1660 1661 1662 1663 1664 1665 1666 1667 1668 1669 

عقد 1670: 1670 1671 1672 1673 1674 1675 1676 1677 1678 1679 

عقد 1680: 1680 1681 1682 1683 1684 1685 1686 1687 1688 1689 

عقد 1690: 1690 1691 1692 1693 1694 1695 1696 1697 1698 1699

## القرن الثامن عشر
عقد 1700: 1700 1701 1702 1703 1704 1705 1706 1707 1708 1709 

عقد 1710: 1710 1711 1712 1713 1714 1715 1716 1717 1717 1719 

عقد 1720: 1720 1721 1722 1723 1724 1725 1726 1727 1728 1729 

عقد 1730: 1730 1731 1732 1733 1734 1735 1736 1737 1738 1739 

عقد 1740: 1740 1741 1742 1743 1744 1745 1746 1747 1748 1749 

عقد 1750: 1750 1751 1752 1753 1754 1755 1756 1757 1758 1759 

عقد 1760: 1760 1761 1762 1763 1764 1765 1766 1767 1768 1769 

عقد 1770: 1770 1771 1772 1773 1774 1775 1776 1777 1778 1779 

عقد 1780: 1780 1781 1782 1783 1784 1785 1786 1787 1788 1789 

عقد 1790: 1790 1791 1792 1793 1794 1795 1796 1797 1798 1799

## القرن التاسع عشر
عقد 1800: 1800 1801 1802 1803 1804 1805 1806 1807 1808 1809 

عقد 1810: 1810 1811 1812 1813 1814 1815 1816 1817 1818 1819 

عقد 1820: 1820 1821 1822 1823 1824 1825 1826 1827 1828 1829 

عقد 1830: 1830 1831 1832 1833 1834 1835 1836 1837 1838 1839 

عقد 1840: 1840 1841 1842 1843 1844 1845 1846 1847 1848 1849 

عقد 1850: 1850 1851 1852 1853 1854 1855 1856 1857 1858 1859 

عقد 1860: 1860 1861 1862 1863 1864 1865 1866 1867 1868 1869 

عقد 1870: 1870 1871 1872 1873 1874 1875 1876 1877 1878 1879 

عقد 1880: 1880 1881 1882 1883 1884 1885 1886 1887 1888 1889 

عقد 1890: 1890 1891 1892 1893 1894 1895 1896 1897 1898 1899

## القرن العشرون
عقد 1900: 1900 1901 1902 1903 1904 1905 1906 1907 1908 1909 

عقد 1910: 1910 1911 1912 1913 1914 1915 1916 1917 1918 1919 

عقد 1920: 1920 1921 1922 1923 1924 1925 1926 1927 1928 1929 

عقد 1930: 1930 1931 1932 1933 1934 1935 1936 1937 1938 1939 

عقد 1940: 1940 1941 1942 1943 1944 1945 1946 1947 1948 1949 

عقد 1950: 1950 1951 1952 1953 1954 1955 1956 1957 1958 1959 

عقد 1960: 1960 1961 1962 1963 1964 1965 1966 1967 1968 1969 

عقد 1970: 1970 1971 1972 1973 1974 1975 1976 1977 1978 1979 

عقد 1980: 1980 1981 1982 1983 1984 1985 1986 1987 1988 1989 

عقد 1990: 1990 1991 1992 1993 1994 1995 1996 1997 1998 1999

## القرن الحادي والعشرون
عقد 2000: 2000 2001 2002 2003 2004 2005 2006 2007 2008 2009 

عقد 2010: 2010 2011 2012 2013 2014 2015 2016 2017 2018 2019 

عقد 2020: 2020 2021 2022 2023 2024 2025 2026 2027 2028 2029 

عقد 2030: 2030 2031 2032 2033 2034 2035 2036 2037 2038 2039 

عقد 2040: 2040 2041 2042 2043 2044 2045 2046 2047 2048 2049 

عقد 2050: 2050 2051 2052 2053 2054 2055 2056 2057 2058 2059 

عقد 2060: 2060 2061 2062 2063 2064 2065 2066 2067 2068 2069 

عقد 2070: 2070 2071 2072 2073 2074 2075 2076 2077 2078 2079 

عقد 2080: 2080 2081 2082 2083 2084 2085 2086 2087 2088 2089 

عقد 2090: 2090 2091 2092 2093 2094 2095 2096 2097 2098 2099 